# Triaenops parvus
Triaenops parvus — є одним з видів кажанів родини Hipposideridae.

## Поширення
Мешкає у південно-східному Ємені.